# Al-Qaïda en Irak

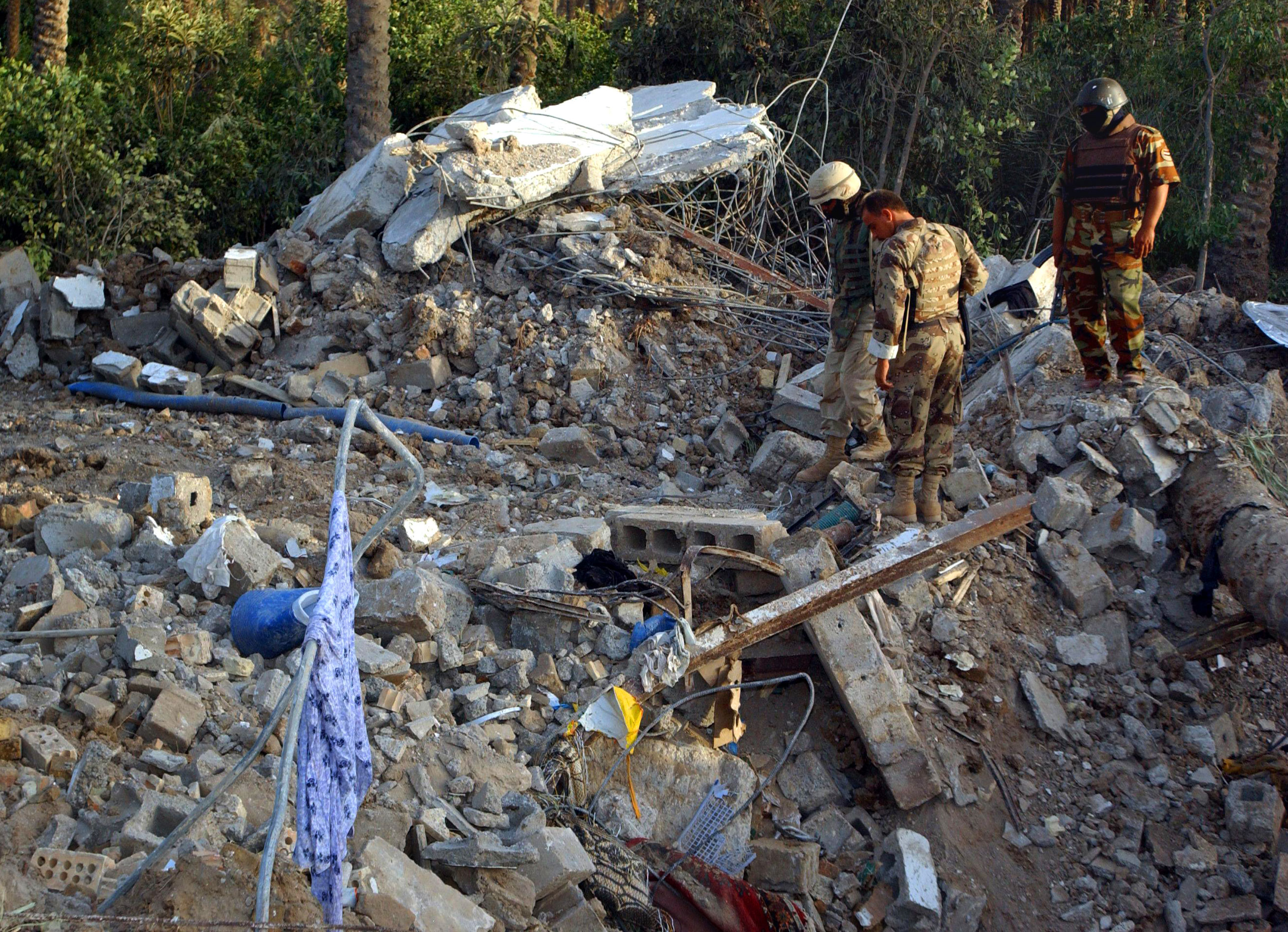
Restes de l'abri d'al-Zarqaoui, 8 juin 2006, détruit par des tirs d'un F-16. Abd-Al-Rahman a aussi trouvé la mort lors de ce bombardement. Photo du département de la Défense des États-Unis.

Al-Qaïda en Irak, également appelé Al-Qaïda en Mésopotamie, etc. (voir la diversité des noms retenus par le département du Trésor), est la branche irakienne d'al-Qaïda, dirigée par le Jordanien Abou Moussab Al-Zarqaoui de 2004 à sa mort en juin 2006, puis par l'Égyptien Abou Hamza Al-Mouhajer de juin 2006 à sa mort en avril 2010. 
Al-Qaïda en Irak comprend une forte proportion d'étrangers qui se livrent au djihad contre les Américains depuis le début de la guerre d'Irak, faisant un usage intensif d'attaques suicides, souvent à la voiture piégée (de plus en plus de systèmes automatisés ont été mis en place dans les voitures et ce procédé de « robot-suicide » automobile a été repris par le front al-Nosra en Syrie). Selon le général Ray Odierno, il comprendrait toutefois, depuis 2009, de plus en plus d'Irakiens, et aurait intégré des membres de l'ex-parti Baas de Saddam Hussein, interdit depuis la chute de son régime.
Classée comme organisation terroriste par le département d'État des États-Unis et l'Australie, il a aussi été désigné comme organisation proche d'Al-Qaïda par le comité du Conseil de sécurité de l'ONU créé en 1999.
Progressivement, les combattants d'Al-Qaïda en Irak se fondent dans l'État islamique en Irak et au Levant et Abou Hamza al-Mouhajer prête serment d'allégeance à Abu Abdullah al-Rashid al-Baghdadi. En 2007, Ayman al-Zawahiri annonce que « Al-Qaïda en Irak n'existe plus »,.

## Création et revendication de l'État islamique d'Irak
Le groupe al-Tawhid de Zarqaoui a déclaré son allégeance au réseau al-Qaïda en octobre 2004, d'abord sous le nom Jama'at al-Tawhid wal-Jihad (« Groupe du monothéisme et du djihad ») puis Tanzim Qaïdat al-Jihad fi Bilad al-Rafidayn (« Organisation de base du djihad dans le pays des deux rivières », c'est-à-dire la Mésopotamie). En janvier 2006, le groupe a annoncé la création du Conseil consultatif des Moudjahidines en Irak, puis en octobre 2006 de l'« État islamique d'Irak » qui prétend réunir sous son aile divers groupes insurgés irakiens.

## Enlèvements
Le groupe aurait enlevé ou a revendiqué de nombreux enlèvements suivis de décapitation, dont ceux des Américains Nick Berg, Eugene Armstrong (es) et Jack Hensley, des Turcs Durmus Kumdereli, Aytullah Gezmen et Murat Yuce, du Coréen du Sud Kim Sun-il (en), des Bulgares Georgi Lazov et Ivaylo Kepov et du Britannique Kenneth Bigley (en). Gezmen a été l'un des rares à être relâché.
Le 27 juillet 2005, l'Algérie confirme l'enlèvement de deux diplomates algérien. Le diplomate Ali Belaroussi et  Azzedine Belkadi. Al-Qaida affirmera dans une publication sur internet qu'ils avaient tué les deux diplomates en raison du soutien de l'Algérie aux Etats-Unis.

## Attentats importants revendiqués ou attribués à al-Qaïda en Irak
- 19 août 2003 : attentat-suicide au camion piégé contre le QG de l'ONU (en), au cours duquel meurt le représentant de l'ONU en Irak Sérgio Vieira de Mello. Zarqaoui a revendiqué l'attentat, bien que d'autres groupes ont été soupçonnés de l'avoir mis en œuvre (Ansar al-Islam, un groupe kurde dont on pensait à l'époque qu'il était contrôlé par Zarqaoui, et d'autres mouvements). L'artificier d'al-Qaïda en Irak, Abu Umar al-Kurdi (de), capturé en janvier 2005, a été accusé par le gouvernement irakien d'un certain nombre d'attentats, dont celui-ci, celui ayant tué en mai 2004 Ezzedine Salim, le chef du Conseil irakien de gouvernement (en), celui ayant tué en 2003 l'ayatollah chiite Mohammed Baqir al-Hakim, du Conseil suprême islamique irakien, etc.[7]. Cependant, les autorités irakiennes ont aussi délivré en décembre 2005 un mandat d'arrêt contre un membre d'Ansar al-Islam, Mullah Halgurd Al-Khabir, qu'on affirme lié à al-Qaïda en Irak[8].

- 4 janvier 2005 : le gouverneur de Bagdad, Ali Radi al-Haïdari, est tué dans un attentat à la voiture piégée, action revendiquée par Abou Moussab Al-Zarqaoui [9].

- 14 septembre 2005 : au moins 182 personnes sont tuées et 679 blessées à Bagdad dans 11 attentats perpétrés par les djihadistes d'Abou Moussab Al-Zarqaoui. Ce dernier a proclamé une guerre totale contre les musulmans chiites, qu'il désigne par le terme péjoratif de "Rawafidh".[réf. nécessaire]

- 23 novembre 2006 : plusieurs attentats simultanés font 215 morts et 256 blessées. Ceux-ci ont lieu dans un quartier chiite de Bagdad, Sadr City.[réf. nécessaire]

- 8 avril 2007 : cinq attentats simultanés à Bagdad, principalement dans des quartiers chiites, font 200 tués et 251 blessés.[réf. nécessaire]

- Attentats de Qahtaniya du 14 août 2007 : quatre attentats simultanés visant la minorité Yézidi font 796 morts et 1 500 blessés ce qui fait de cet attentat le plus meurtrier de la guerre d'Irak et le plus meurtrier depuis ceux du 11 septembre 2001 aux États-Unis.

- 19 août 2009 : Sextuple attentat à Bagdad, qui fait 95 morts et plus de 550 blessés : c'est l'attentat le plus grave à Bagdad depuis le 1er février 2008, deux des bombes étant posées devant les ministères irakiens des finances et des affaires étrangères, au cœur de la zone verte[10]. Les autorités irakiennes ont d'abord accusé des hauts responsables du Parti Baas en exil en Syrie, mais al-Qaïda en Irak a revendiqué le 25 août les attentats[11]. Le premier ministre Nouri al-Maliki a limogé à la suite de ces attaques près de 12 000 fonctionnaires de l’intérieur et de la défense soupçonnés d’accointances avec les réseaux baasistes[12].

## Drapeaux

Drapeau observé dans une vidéo en octobre 2004.
Drapeau observé dans une vidéo en octobre 2004 et mars 2005.
Drapeau observé en novembre 2005.
Drapeau observé dans une vidéo en janvier 2005.